# 스웨덴의 경제
스웨덴의 경제는 목재, 수력 발전, 철광석 지원을 받는 수출 지향의 선진 경제이다. 이것들은 해외 무역을 지향하는 경제의 자원 기반을 구성한다. 주요 산업은 자동차, 통신, 제약, 산업 기계, 정밀 장비, 화학 제품, 가전 제품, 임업, 철, 철강 등이다. 전통적으로 절반 이상의 국내 인력을 고용한 현대 농업 경제인 스웨덴은 에릭슨, ASEA/ABB, SKF, 알파 라발, AGA, 다이노 노벨과 같은 기업들이 입증하듯이 국제적으로 경쟁력 있는 엔지니어링, 광산, 철강 및 펄프 산업을 더욱 발전시킨다.
스웨덴은 경쟁력 있고 매우 자유화된 개방 시장 경제이다. 스웨덴 기업의 대다수는 개인 소유이며 시장 지향적이며, GDP의 최대 5분의 3이 포함된 이전 지급을 수반하는 강력한 복지국가이다. 2014년에는 정부가 소유한 국부의 비율이 24%였다.
스웨덴은 제2차 세계 대전에 적극 참여하지 않은 중립국이었기 때문에 다른 많은 유럽 국가들처럼 경제 기반과 은행 시스템, 국가 전체를 재건할 필요가 없었다. 스웨덴은 첨단 자본주의와 광범위한 복지혜택이 혼합된 체제 아래 높은 수준의 생활수준을 달성했다. 스웨덴은 덴마크에 이어 두 번째로 높은 총 세수(세수)를 갖고 있어 덴마크 소득에서 스웨덴이 차지하는 비중은 덴마크 다음으로 높다. 2012년 기준 총 세수는 GDP의 44.2%로 2006년(48.3%)에 비해 감소했다.
2014년 미국 국립경제연구원은 2014년, 2015년, 2016년 GDP 성장률을 각각 1.8%와 3.1%, 3.4%로 전망했다. EU 국가들의 향후 경제성장률을 비교한 결과 발트 3국, 폴란드, 슬로바키아만이 비슷한 수준 또는 높은 성장률을 유지할 것으로 예상된다.

## 현대 경제

1996년~2006년 스웨덴의 실질 GDP 성장률

스웨덴은 현대적 유통체계, 우수한 대내외 커뮤니케이션, 숙련된 노동력을 특징으로 하는 수출 중심의 혼합 경제이다. 목재, 수력 발전, 철광석은 대외 무역을 지향하는 경제의 자원 기반을 구성한다. 스웨덴 엔지니어링 부문은 생산과 수출의 50%를 차지한다. 통신, 자동차 산업, 제약 산업도 매우 중요하다. 농업은 GDP와 고용의 2%를 차지한다. 군수산업은 기술적으로 매우 진보된 명성을 가지고 있다.
스웨덴은 2003년 국민투표에서 유로화를 부결시켰고 스웨덴은 자국 통화인 스웨덴 크로나(SEK)를 유지하고 있다. 1668년에 설립되어 세계에서 가장 오래된 중앙은행이 된 스웨덴 국립은행은 현재 2%의 인플레이션 목표를 가지고 가격 안정에 초점을 맞추고 있다. OECD가 2007년 스웨덴 경제조사에 따르면 스웨덴의 평균 인플레이션은 1990년대 중반 이후 유럽 국가 중 가장 낮은 수준 중 하나였으며, 이는 크게는 규제완화와 세계화의 빠른 활용 때문이다.
독일, 미국, 노르웨이, 영국, 덴마크, 핀란드와의 무역 흐름이 가장 크다.
스웨덴의 경제 전망은 1990년대 초 극심한 불황 이후 크게 밝아졌다. 최근 몇 년간 성장세가 강세를 보였고, 2001년~2003년 경제성장률이 둔화됐음에도 최근 3년간 평균 3.7%의 성장률을 기록하며 성장세가 살아나고 있다. 장기적인 성장 전망은 여전히 양호하다. 인플레이션율은 낮고 안정적이며 향후 2~3년 동안 낮은 수준이 지속될 것으로 예상된다.
1990년대 중반 이후 수출 부문이 호황을 누리면서 경제성장의 주동력으로 작용했다. 스웨덴 수출도 놀랄 만큼 호조임이 입증됐다. 철강, 제지, 펄프 등 전통산업에서 서비스, IT산업, 통신업계가 이어받은 수출구조의 뚜렷한 변화가 스웨덴 수출부문을 국제변동에 덜 취약하게 만들었다. 하지만, 동시에 스웨덴 산업은 수입 가격이 상승하면서 수출에 대한 돈을 덜 받았다. 1995년~2003년 기간 동안 수출가격은 수입가격이 11% 상승하면서 동시에 4% 인하되었다. 순효과는 스웨덴의 무역조건이 13% 하락했다는 것이다.
2014년까지 국회의원, 경제학자, IMF는 주택 가격이 치솟고 개인 담보 대출 수준이 확대되는 거품 현상을 경고하고 있었다. IMF가 수요가 공급을 앞지르고 있는 상황에서 지역제 개혁과 주택 공급 증대를 고려할 것을 요구하면서 가계부채 총액은 170% 이상으로 증가했다. 2014년 8월까지 주택대출자의 40%는 이자만 대출한 반면, 미상환자는 원금을 전액 상환하는 데 100년이 걸리는 금리로 대출한 것으로 나타났다.

## 경제 및 통화 연합
현재의 경제 발전은 1991년~1993년 위기 이후 스웨덴 경제가 상당히 개선되어 스웨덴이 유로화를 통화로 채택하면서 유럽 연합의 경제 통화 동맹 3단계에서 쉽게 가입 자격을 얻을 수 있었다. 이론적으로, 스웨덴은 (덴마크와 영국과는 반대로) 어떠한 의정서나 조약에 의해서도 예외를 얻지 않았기 때문에, EMU의 규칙에 따라, 스웨덴은 가입할 의무가 있다. 그럼에도 불구하고 스웨덴 정부는 1997년 1999년 1월 1일 통화 가입을 처음부터 반대하기로 결정했다. 이러한 선택은 유럽 환율 메커니즘에 의도적으로 관여하지 않는 법적 허점을 이용하여 구현되었다. 그러나 유럽 중앙은행은 새로운 EU 회원국들에게는 해당되지 않을 것이라고 경고했다.
21세기 초, 여당인 사민당에 입당하기 위한 다수당이 등장했는데, 비록 이 질문이 열띤 논쟁의 대상이긴 했지만, 당내 주요 인사들이 양쪽에 모두 있었다. 2003년 9월 14일 유로화에 대한 국민투표가 실시되었다. 스웨덴 국민의 56%가 통용화를 거부했으며 42%가 통용화에 찬성했다. 현재 이 문제에 대한 새로운 국민투표 계획이나 의회 투표 계획은 논의되고 있지 않지만, 10년 후에 또 다른 국민투표가 실시될 수도 있다는 암시가 있었다.

## 노동력
기업 차원의 임금 설정 역할이 다소 강화되면서 유연성이 높아진 결과 전통적으로 낮은 임금 격차가 최근 몇 년 사이 증가하고 있다. 그래도 스웨덴 비숙련 노동자는 보수가 좋은 반면 교육을 잘 받은 스웨덴 노동자는 서유럽이나 미국의 경쟁국에 비해 보수가 낮다. 최근 실질 임금의 평균 상승률은 역사적 기준으로 높은데, 상당부분 예상치 못한 가격 안정 때문이다. 그렇더라도 최근 몇 년간 명목임금은 경쟁국 임금을 약간 웃돌하고 있다. 따라서 스웨덴에서 민간 부문 임금은 1998년부터 2000년까지 연평균 3.75% 상승했지만 EU 지역의 경우 그에 상응하는 증가율은 1.75%였다. 2000년의 총 노동인구는 약 440만 명이었다.

## 같이 보기
- 유럽 연합